# Farhad Majidi
Farhad Majidi (pers.: فرهاد مجیدی قادیکلایی); Qaemshahr, 3 giugno 1976) è un allenatore di calcio ed ex calciatore iraniano, di ruolo attaccante, tecnico dell'Al-Bataeh.

## Carriera

### Club
Formatosi calcisticamente nel Bahman, viene ingaggiato dall'Esteghlal nel 1997.
Nel 1999 ha la sua prima esperienza all'estero, in Austria, con il Rapid Wien. L'anno seguente torna all'Esteghlal che lascerà la stagione seguente per militare nell'Al-Wasl Sports Club, società degli Emirati Arabi Uniti. Dopo un altro ritorno all'Esteghlal passa agli emiratini dell'Al-Ain Sports and Cultural Club e poi nuovamente Al-Wasl Sports Club. Nel 2006 passa all'Al-Ahli Club, sempre negli Emirati Arabi Uniti e sempre nel corso dello stesso anno all'Al-Nasr Sports Club.
Nel 2007, dopo un nuovo passaggio all'Al-Ahli Club, ritorna in patria, nuovamente all'Esteghlal, ove resterà sino al 2011, quando sarà ingaggiato dai qatarioti dell'Al-Gharafa Sports Club. Nel 2012 ritorna all'Esteghlal. Nel settembre dello stesso anno Majidi annuncia il suo prossimo ritiro dal calcio giocato.

### Nazionale
Majidi ha indossato la maglia della nazionale di calcio dell'Iran in 44 occasioni, segnando dieci reti.

## Palmarès

### Club

#### Competizioni nazionali
- Persian Gulf Pro League: 2

Esteghlal: 1997-1998, 2008-2009